# Radicchio di Chioggia

Le logo du Radicchio di Chioggia IGP.

Radicchio di Chioggia est une variété du radicchio produite dans trois provinces de la région Vénétie. 
Faible en apport calorique, elle est un produit de choix du point de vue diététique.
Depuis 2008, elle est reconnue par le label de qualité indication géographique protégée (IGP).

## Histoire

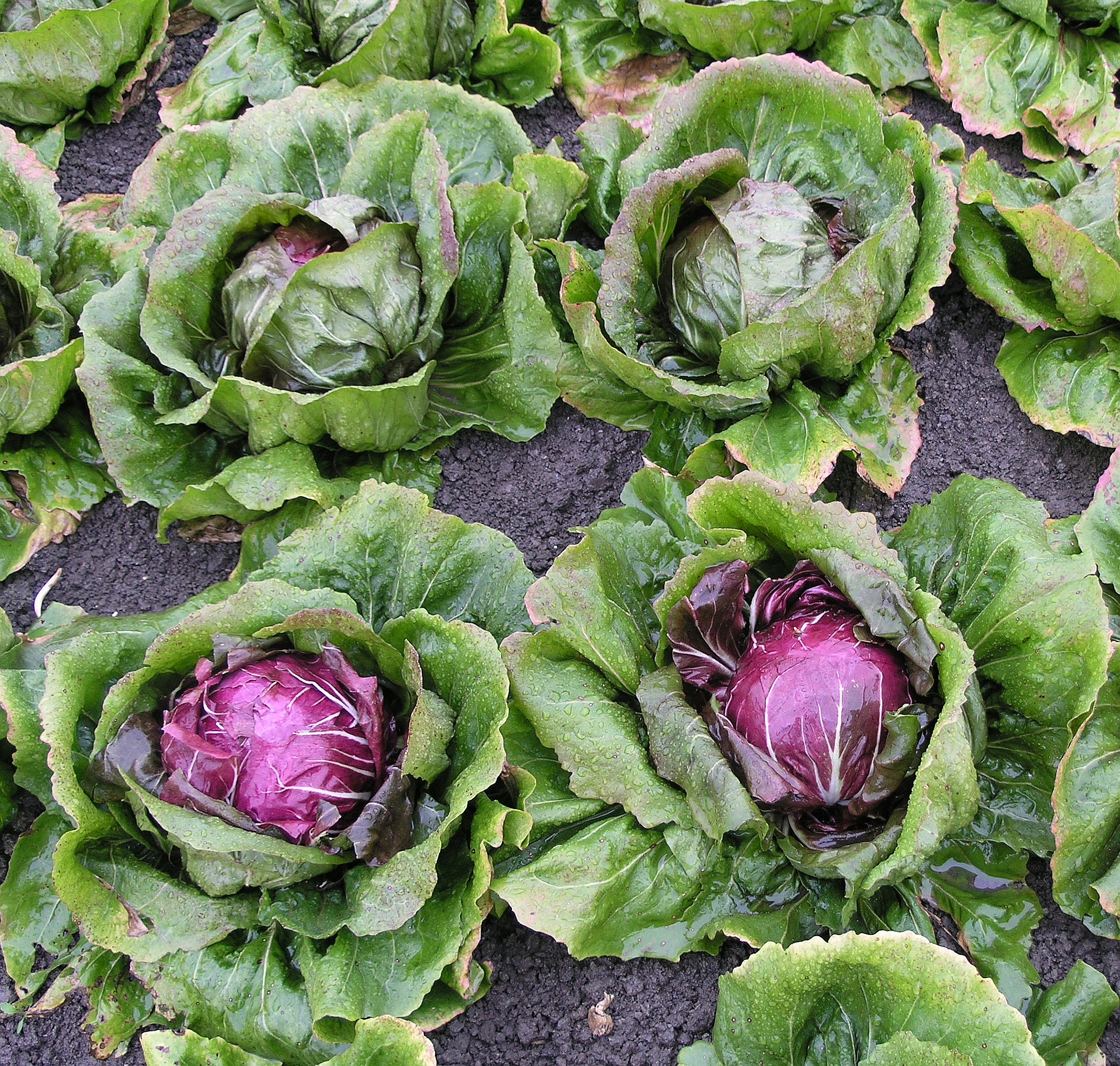
Radicchio di Chioggia avant récolte.

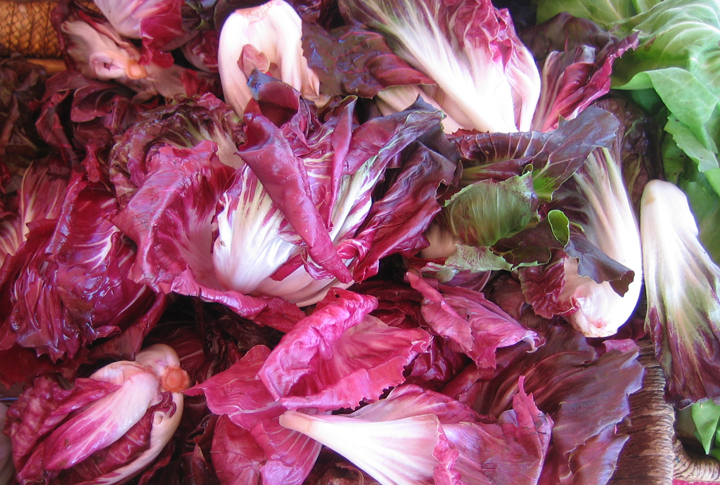
Son feuillage.

Dès la fin du XVIIIe siècle, la vocation maraîchère de la région de Chioggia est confirmée dans plusieurs documents dont les statistiques d'Alessandro Ottolini sur les écoles de la Podestà di Chiazza (aujourd'hui, commune de Chioggia), où il noté que l'école d'horticulture de San Giovanni, comptait déjà plus de 500 élèves.
En 1923, l'Istituto federale di Credito per il Risorgimento delle Venezie, dans sa revue mensuelle, commente la pratique de l'assolement alternant le radicchio et d'autres légumes confirmée dans l'ouvrage  Cenni di economia orticola, en 1929, de Pagani et Galimberti où ils décrivent la technique de culture du radicchio dans les exploitations agricoles sablonneuses de la lagune. 
Dans la seconde moitié du XIXe siècle, la commercialisation et sa distribution sont assurées par la ligne de chemin de fer Vérone-Chioggia, puis par l'implantation d'un grand marché fruitier et maraîcher proche de l'aire de production.

## Caractéristiques
Elles sont étroitement liées à la géologie et au climat de la lagune. 
Comme pour les autres appellations IGP, elle se distingue par deux types:

### Le type précoce
Il présente une taille petite à moyenne avec un poids compris entre 180 et 400 grammes.  Les feuilles  ont une couleur caractéristique allant du rougeaud au grenat. Sa consistance est croquante et un goût allant du doux au légèrement amer.
L'ensemencement se fait du 1er décembre à la fin du mois d'avril en pépinière et, à partir du début du mois de mars directement dans des champs à la texture sablonneuse. La période de récolte a lieu du 1er avril au 15 juillet et le rendement à l'hectare ne doit  pas dépasser 18 tonnes.

#### Aire de production
Il est produit uniquement sur le territoire des communes côtières de Chioggia et Rosolina.

### Le type tardif
Il est de taille moyenne à grande avec un cœur très compact et un poids compris entre
200 et 450 grammes. Ses feuilles sont de couleur amarante foncé et une consistance moyennement croquante et un goût légèrement amer. Il est semé en pépinière du 20 juin au 15 août ou directement dans les champs aux sols argileux meubles dès les mois de juillet et d'août. Les opérations  de récolte s'effectuent de septembre à mars et ne peuvent dépasser 28 tonnes par hectare.

#### Aire de production
Il est cultivé sur tout le territoire des communes de Chioggia, Cona et Cavarzere, dans la province de Venise, de Codevigo et Corbezzole, dans la province de Padoue, et de Rosolina, Ariano nel Polesine, Taglio di Po, Porto Viro et Loreo dans la province de Rovigo.